# James Fleet
James Edward Fleet (Bilston, 11 maart 1952) is een Brits acteur.

## Biografie
Fleet werd geboren in Bilston bij een Schotse moeder en een Engelse vader, op zijn tienjarige leeftijd overleed zijn vader en verhuisde hij met zijn moeder naar Aberdeenshire. Hij studeerde engineering aan de universiteit van Aberdeen in Aberdeen, hier nam hij deel aan een toneelgezelschap. Na zijn afstuderen studeerde hij af aan de Royal Conservatoire of Scotland in Glasgow. Fleet begon in de vroegere jaren 80 zijn acteercarrière bij de Royal Shakespeare Company. 
Fleet begon in 1979 met acteren voor televisie in de televisieserie The Omega Factor, waarna hij in nog meer dan 90 televisieseries en films speelde. Naast het acteren voor televisie is hij ook actief in het theater, en speelt ook in hoorspelen voor de BBC radio. 

## Filmografie

### Films
Selectie:
- 2021 Operation Mincemeat - als Charles Fraser-Smith
- 2016 Love and Friendship - als sir Reginald DeCourcy
- 2014 Mr. Turner - als John Constable
- 2006 A Cock and Bull Story - als Simon
- 2004 The Phantom of the Opera - als Lefevre
- 2002 Young Arthur - als Merlijn
- 2001 Charlotte Gray - als Richard Cannerly
- 1995 Sense and Sensibility - als John Dashwood
- 1994 Four Weddings and a Funeral - als Tom

### Televisieseries
Selectie:
- 2022-2023 Dodger - als rechter Fang - 6 afl.
- 2020-2022 Bridgerton - als King George III - 3 afl.
- 1994-2020 The Vicar of Dibley - als Hugo Horton - 29 afl.
- 2020 Belgravia - als eerwaarde Stephen Bellasis - 5 afl.
- 2018 Unforgotten - als Chris Lowe - 6 afl.
- 2016 Indian Summers - als Lord Hawthorne - 4 afl.
- 2014-2016 Outlander - als Wakefield - 6 afl.
- 2015 Partners in Crime - als Carter - 6 afl.
- 2013 Big Bad World - als Neil - 5 afl.
- 2010 Coronation Street - als Robbie Sloane - 7 afl.
- 2008 Little Dorrit - als Frederick Dorrit - 9 afl.
- 2005 Sea of Souls - als Findlay Morrison - 2 afl.
- 2000-2001 Chambers - als Hilary Tipping - 12 afl.
- 2000 Brotherly Love - als Frank Robertson - 6 afl.
- 1997 Spark - als Ashley Parkerwell - 6 afl.
- 1997 Underworld - als William Smith - 6 afl.
- 1997 A Dance to the Music of Time - als Moreland - 3 afl.
- 1994 Cracker - als Michael Trant - 3 afl.
- 1989 Ruth Rendell Mysteries - als Neil Fairfax - 2 afl.

- Gemeinsame Normdatei: 129580872
- International Standard Name Identifier: 0000 0000 7870 2476
- Library of Congress Control Number: no00018519
- MusicBrainz: f880edd7-d8a4-48be-910e-cd1717da7f24
- Nationale Bibliotheek van Tsjechië: xx0078335
- Nationale Bibliotheek van Israël: 987007449908505171
- Système universitaire de documentation: 193526476
- Virtual International Authority File: 13392267
- WorldCat: E39PBJyh9VDj46JBrDQQv648YP